# Соціальна нерівність
Соціа́льна нері́вність — становище в суспільстві, коли окремі соціальні групи мають різний соціальний статус, належать до різних суспільних класів або соціальних кіл і, при цьому, отримують особливі соціальні привілеї чи є позбавленими таких привілеїв. До аспектів соціальної нерівності належить правова нерівність, обмеження свобод, майнова нерівність, нерівність щодо доступу до освіти, медичного обслуговування тощо.
Соціальна нерівність може бути закріплена правовими нормами, що діють у суспільстві, або ж мати в своїй основі традиції. 
До типів соціальної нерівності належать нерівність за гендерною, расовою, кастовою, віковою ознаками тощо.